# Ліки від щастя
«Ліки від щастя» (англ. A Cure for Wellness) — американсько-німецький містичний трилер режисера Гора Вербінскі, що вийшов 2016 року. Стрічка розказує про молодого працівника фірми, який поїхав до швейцарського гірського санаторію, щоб привезти звідти свого начальника. У головних ролях Дейн ДеГаан, Міа Гот та Джейсон Айзекс.
Вперше фільм було продемонстровано 10 грудня 2016 року у США, широкий прокат розпочався 15 лютого 2017 року у низці країн світу, а в Україні у широкому кінопрокаті початок показу фільму розпочався 6 квітня 2017 року.

## Синопсис
Локгарт, керівник фінансової фірми в Нью-Йорку, отримує від ради директорів завдання забрати генерального директора Роланда Пембрука, який раптово вирішив зупинитися в «оздоровчому центрі» у Швейцарських Альпах. У спа-центрі Локхарт, намагаючись поговорити з Пембруком, зустрічає опір персоналу та доктора Генрайха Фольмера.
Локгарт виїжджає, але потрапляє в автомобільну аварію та прокидається в центрі — нібито через три дні — з ногою в гіпсовій пов'язці. Попри жахливе зіткнення і він, і водій отримали лише незначні травми. Локгарт зустрічає таємничу молоду дівчину на ім'я Ханна, яка, серед інших, вживає таємничу рідину з маленьких синіх пляшечок.
Пацієнтка Вікторія Воткінс та мешканці сусіднього містечка розповідають зачарованому Локгарту історію курорту. Він був побудований на руїнах замку, що належав 200 років тому барону, який бажав спадкоємця чистокровної крові та одружився зі своєю сестрою. Дізнавшись, що вона безплідна, він проводив пекельні експерименти над селянами, щоб знайти ліки. Йому це вдалося, але після того, як селяни знайшли недбало поховані тіла жертв барона, вони увірвалися до замку та підпалили його. Вони схопили вагітну сестру барона, дитину вирізали з її утроби, а жінку спалили. Дитину кинули в місцевий водоносний горизонт, але якимось чином вона вижила.
Локгарт намагається втекти з центру, але виявляє, що нікому не дозволено виходити. Давши Ханні фігурку балерини, Локгарт з її допомогою їде на велосипеді до міста, залишаючи дівчину в барі та шукаючи перекладача для німецькомовної медичної картки Пембрука. Він дізнається, що мешканці спа-центру страждають від зневоднення, попри воду, яку вони п'ють з водоносного горизонту. Ханна, яку все життя тримали в спа-центрі, досліджує бар і привертає увагу місцевих жителів. Локгарт повертається і вступає в бійку з чоловіком, який танцював з Ханною. Його рятує доктор Фольмер, який дивним чином залякує місцевих жителів.
Локгарт виявляє, що крило спа-центру, де проводилися переливання крові, є прикриттям для моторошних медичних експериментів, і що вода з місцевого водоносного горизонту має унікальні властивості — токсична для людей, але життєдайна для вугрів, які живуть у воді. Барон розробив процес фільтрації води через тіла людей та перетворення її на життєдайну есенцію; Фольмер використовує пацієнтів як фільтри для цього процесу.
Ці «ліки» вживають Ханна, Фольмер та його співробітники, щоб значно подовжити своє життя. Локгарт розуміє, що його нога не зламана, і його тримають у полоні. Фольмер піддає Локгарта жахливим методам лікування, спотворюючи його розум, доки він не вважає себе божевільним. Ханна помічає цю зміну та повертає Локгарту фігурку балерини, виводячи його з марення.
У Ханни настає перша менструація і Фольмер одружується з нею. Під час прийому він веде її до таємної спальні в руїнах замку та починає ґвалтувати. Локгарт вривається до кабінету Фольмера та виявляє, що Фольмер — барон, а Ханна — його дочка, дитина, яку кинули в колодязь; обидва дуже повільно старіють завдяки «лікам». Під впливом цієї інформації Локгарт зустрічається з Фольмером у спальні.
У подальшій бійці обличчя Фольмера виявляється маскою, що приховує його жахливі опіки. Локгарт підпалює Фольмера та замок, але Фольмер його долає. Ханна рятує Локгрта, вбиваючи свого батька, який падає у водоносний горизонт і його з'їдають вугри. Локгарт і Ханна тікають на її велосипеді, коли вогонь охоплює центр, і врізаються в машину, в якій перебували роботодавці Локгарта, які приїхали забрати його та Пембрука. Локгарт каже своїм роботодавцям, що Пембрук помер, і йому наказують сісти в машину. Ігноруючи їхні вимоги та бурмочучи, що йому стає краще, він їде геть з Ханною, моторошно посміхаючись.

## У ролях
| Актор            | Персонаж                                  |
| ---------------- | ----------------------------------------- |
| Дейн ДеГаан      | Локгарт                                   |
| Дуглас Гамільтон | Локгарт в дитинстві                       |
| Міа Гот          | Ганна                                     |
| Джейсон Айзекс   | доктор Генріх Фольмер/барон фон Райхмерль |
| Адріан Шиллер    | заступник Фольмера                        |
| Селія Імрі       | Вікторія Воткінс                          |
| Гаррі Гронер     | Роланд Пемброк                            |
| Томас Норстрем   | Франк Гілл                                |
| Ашок Манданна    | Рон Наір                                  |
| Іво Нанді        | водій таксі Енріко                        |
| Магнус Креппер   | ветеринар Пітер                           |
| Пітер Бенедикт   | констебль                                 |
| Йоганнес Кріш    | наглядач                                  |
| Девід Бішінс     | Генк Грін                                 |
| Карл Ламблі      | Вілсон                                    |
| Ліза Бейнс       | Голліс                                    |
| Крейг Ро         | Морріс                                    |
| Ребекка Стріт    | мати Локгарта                             |

## Створення фільму

### Знімальна група
- Кінорежисер — Гор Вербінскі
- Сценарист — Джастін Гейт
- Кінопродюсери — Гор Вербінскі, Девід Крокетт і Арнон Мілчен
- Виконавчі продюсери — Морган Де Гросайлерс і Джастін Гейт
- Композитор — Бенджамін Воллфіш
- Кінооператор — Боян Базеллі
- Кіномонтаж — Піт Бодро і Ленс Перейра
- Підбір акторів — Деніс Чемейн
- Художник-постановник — Ів Стюарт
- Артдиректори — Грант Армстронг, Деніель Чоур, Сабіна Енгельберг, Вольфганг Мещен, Тарнія Нікол
- Художник по костюмах — Дженні Бівен[6].

### Виробництво
Знімання фільму розпочали 22 червня 2015 року і завершились 9 жовтня 2015 року.

## Сприйняття

### Оцінки і критика
Від кінокритиків фільм отримав змішано-погані відгуки: Rotten Tomatoes дав оцінку 41 % на основі 87 відгуків від критиків (середня оцінка 5,5/10). Загалом на сайті фільм має погані оцінки, фільму зарахований «гнилий помідор» від фахівців, Metacritic — 47/100 на основі 36 відгуків критиків. Загалом на цьому ресурсі від фахівців фільм отримав змішані відгуки.
Від пересічних глядачів фільм отримав здебільшого погані відгуки: на Rotten Tomatoes 46 % зі середньою оцінкою 3/5 (6278 голосів), фільму зарахований «розсипаний попкорн», на Metacritic — 6,5/10 на основі 4 голосів, Internet Movie Database — 6,7/10 (964 голоси).
Саша Яцина на ресурсі «Moviegram» написала: «Та стрічку мало не нанівець псує фінал — надмірно буквальний, практично розжований… Що ж, фільми, які намагалися, але не потонули у посередності, нерідко довершують розпочате у сіквелі».

### Касові збори
Під час показу в Україні, що розпочався 6 квітня 2017 року, протягом першого тижня на фільм було продано 26 318 квитків, фільм був показаний на 154 екранах і зібрав 2 151 755 ₴, або ж 79 831 $, що на той час дозволило йому зайняти 5 місце серед усіх прем'єр.
Під час показу у США, що розпочався 17 лютого 2017 року, протягом першого тижня фільм був показаний у 2704 кінотеатрах і зібрав 4 356 941 $, що на той час дозволило йому зайняти 10 місце серед усіх прем'єр. Показ фільму тривав 35 днів (5 тижнів) і завершився 23 березня 2017 року, зібравши у прокаті в США 8 106 986 доларів США, а у решті світу 18 219 064 (за іншими даними 16 392 915 доларів США), тобто загалом 26 326 050 доларів США (за іншими даними 24 499 901 долар США) при бюджеті 40 млн доларів США.

### Виноски
1. 1 2  Ліки від щастя. Ukrainian Film Distribution. Архів оригіналу за 17 лютого 2017. Процитовано 17 лютого 2017.
2. 1 2  A Cure for Wellness: Release Info (англ.). Internet Movie Database. Архів оригіналу за 9 березня 2017. Процитовано 10 квітня 2017.
3. 1 2  Ліки від щастя. Kino-teatr.ua. Архів оригіналу за 24 грудня 2016. Процитовано 4 листопада 2016.
4. 1 2 3 4  A Cure for Wellness (англ.). Box Office Mojo. Архів оригіналу за 6 вересня 2015. Процитовано 10 квітня 2017.
5. 1 2 3 4  A Cure for Wellness (2017) (англ.). The Numbers. Архів оригіналу за 11 квітня 2017. Процитовано 10 квітня 2017.
6. ↑  A Cure for Wellness: Full Cast & Crew (англ.). Internet Movie Database. Архів оригіналу за 27 жовтня 2016. Процитовано 4 листопада 2016.
7. ↑  SSN Insider Staff (22 червня 2015). On the Set for 6/22/15: Spielberg’s ‘The BFG’ Wraps Along with ‘Teenage Mutant Ninja Turtles’ Sequel, Woody Harrelson Starts ‘Wilson’ (англ.). SSN Insider. Архів оригіналу за 27 червня 2015. Процитовано 4 листопада 2016.
8. ↑  SSN Insider Staff (9 жовтня 2015). On the Set for 10/9/15: Marc Webb & Chris Evans Start ‘Gifted’, Garry Marshall & Julia Roberts Wrap ‘Mother’s Day’ (англ.). SSN Insider. Архів оригіналу за 15 вересня 2016. Процитовано 4 листопада 2016.
9. 1 2  A Cure for Wellness (англ.). Rotten Tomatoes. Архів оригіналу за 18 лютого 2017. Процитовано 17 лютого 2017.
10. 1 2  A Cure for Wellness (англ.). Metacritic. Архів оригіналу за 7 червня 2017. Процитовано 17 лютого 2017.
11. ↑  A Cure for Wellness (англ.). Internet Movie Database. Архів оригіналу за 17 лютого 2017. Процитовано 17 лютого 2017.
12. ↑  Саша Яцина (28 квітня 2017). «Ліки від щастя»: you can never leave. «Moviegram». Архів оригіналу за 28 квітня 2017. Процитовано 28 квітня 2017.
13. ↑  Олексій Першко (11 квітня 2017). Бокс-Офіс 14 (2017): Бос в обладунках. Kino-teatr.ua. Архів оригіналу за 19 квітня 2017. Процитовано 19 квітня 2017.
14. ↑  A Cure for Wellness — Ukraine Weekend Box Office (англ.). Box Office Mojo. Архів оригіналу за 19 квітня 2017. Процитовано 19 квітня 2017.